# Rua da Betesga
 (juillet 2025).
La Rua da Betesga est une rue de Lisbonne au Portugal.

## Situation et accès
Cette petite rue du centre de Lisbonne qui relie la Praça da Figueira à la Praça do Rossio est considérée comme la plus petite rue de Lisbonne bien qu'elle ait exactement les mêmes dimensions que la rua do Amparo (pt) voisine, au nord, qui relie également les deux places.

## Origine du nom
Le mot Betesga signifie « ruelle » ou « cul-de-sac » en portugais ancien, donc la rue provient probablement d'une ancienne ruelle qui existait dans la zone avant le tremblement de terre de 1755.

## Historique
Une cartographie de 1650 montre qu'elle était autrefois bien plus longue, s'étendant jusqu'à la rua da Madalena (pt).
La « rua da Betesga » a été reconstruite après le tremblement de terre de Lisbonne de 1755, dans le cadre du plan du Marquis de Pombal pour réorganiser le centre-ville.

## Expression populaire
Elle a inspiré une expression portugaise : « Meter o Rossio na rua da Betesga », qui signifie tenter de faire entrer quelque chose de trop grand dans un espace trop petit — une métaphore de l'impossible.

## Bâtiments remarquables et lieux de mémoire
- La Casa Manuel Tavares, fondée en 1860, célèbre pour ses vins rares[2].